# 아게마쓰정
아게마쓰정(일본어: 上松町 아게마쓰마치[*])은 일본 나가노현 남서부에 있는 기소군의 정이다. 정의 동단에는 중앙 알프스(기소산맥)의 최고봉인 기소코마가다케가 우뚝 솟아 있고 정의 거의 중앙을 기소강이 흐르고 있다.

## 지리
나가노현 남서부에 위치한 정이다. 인접하는 기소후쿠시마정(현 기소정)에 이어 기소다니 지역에서 두 번째로 많은 인구를 가진 정이다. 정의 동부에는 기소산맥이 솟아 있고, 서부에는 완만한 아테라 산지가 퍼져 있으며 정의 중앙을 기소강이 종단한다. "네자메노도코"(寝覚の床)로 대표되는 기소다니 유수의 경승미를 만들어 내고 있다. 기소강에는 하안단구가 발달해 있고 복수의 단구면에 취락이 형성되어 있다.

## 역사
- 1874년 11월 7일 - 지쿠마군 고마가네촌이 성립하였다.
- 1876년 - 나가노현에 편입되었다.
- 1879년 - 니시치쿠마군 성립으로 니시치쿠마군 고마가네촌이 되었다.
- 1922년 9월 1일 - 정으로 승격, 개칭해 아게마쓰정이 되었다.
- 1968년 5월 1일 - 니시치쿠마군이 기소군으로 개칭해 기소군 아게마쓰정이 되었다.

## 인구
| 연도 | 인구  | ±%     |
| ---- | ----- | ------ |
| 1940 | 7,943 | —      |
| 1950 | 9,031 | +13.7% |
| 1960 | 9,643 | +6.8%  |
| 1970 | 8,424 | −12.6% |
| 1980 | 7,654 | −9.1%  |
| 1990 | 6,997 | −8.6%  |
| 2000 | 6,376 | −8.9%  |
| 2010 | 5,246 | −17.7% |

## 교통

### 철도
- 도카이 여객철도 주오 본선

### 도로
- 국도 19호선